# 石城県 (葫芦島市)
石城県（せきじょう-けん）は中華人民共和国遼寧省にかつて存在した県。現在の葫芦島市建昌県西部に相当する。石成県とする史料も存在する。
前漢により石城郡の郡治として設置された。隋初開皇年間に廃止された。